# Ozan Evrim Özenç
Ozan Evrim Özenç (* 7. Januar 1993 in Izmir) ist ein türkischer Fußballtorhüter.

## Karriere

### Verein
Özenç begann mit dem Vereinsfußball in der Jugend des Traditionsvereins Denizlispor. 2010 erhielt er hier einen Profivertrag, spielte aber weiterhin eine Spielzeit für die Reservemannschaft. Um ihm die Möglichkeit zu geben, Spielpraxis in einer Profiliga zu sammeln, wurde er für die Spielzeit 2011/12 an den Drittligisten der Stadt Denizli, an Denizli Belediyespor, ausgeliehen. Hier wurde er als Ersatztorhüter in einem Pokal- und in zwei Ligaspielen eingesetzt.
Zur Saison 2012/13 kehrte er zu Denizlispor zurück und entwickelte sich innerhalb von ein paar Wochen zum Stammtorwart. In der Winterpause 2013/14 wurden zwei erfahrene Torhüter verpflichtet, sodass Özenç nur noch als Ersatztorwart aktiv war. Daraufhin wechselte er in die Süper Lig zu Antalyaspor und unterschrieb hier für dreieinhalb Jahre.

### Nationalmannschaft
Özenç durchlief ab der türkischen U-17- bis zur U-21-Nationalmannschaften alle Jugendnationalmannschaften der Türkei.
Im Rahmen des Turniers von Toulon 2012 wurde Özenç im Mai 2012 für die zweite Auswahl der türkischen Nationalmannschaft nominiert. Die türkische A2 nominierte hierfür Spieler, die jünger als 23 Jahre waren, um die Altersbedingungen für das Turnier zu erfüllen. Die Mannschaft schaffte es bis ins Finale und unterlag dort der Auswahl Mexikos. Özenç hatte während des Turniers keinen Spieleinsatz, saß aber bei nahezu allen Begegnungen als Ersatztorwart auf der Bank.

## Erfolge
- Zweite Auswahl der Türkischen Nationalmannschaft:
  - Vizemeisterschaft im Turnier von Toulon (1): 2012